# Човекът плъх
Човекът плъх е прякор, даден от Зигмунд Фройд на пациент, чиято история на случая е публикувана като Bemerkungen über einen Fall von Zwangsneurose („Бележки относно случай на обсесивна невроза“) (1909). Прякорът произлиза от факта, че един от симптомите на пациента е обсесивна фантазия (натраплива фантазия), засягаща двама негови близки хора, при които група плъхове са прикрепени към задните им части, за да гризат ануса им.
За да се запази анонимността на пациентите, при психоаналитичните изследвания на случаи обикновено не се съобщават или се сменят имената на изследваните индивиди (Анна О, Малкият Ханс, Човекът вълк). Според някои съвременни изследователи човекът плъх е всъщност Ернст Ланцер (1878 – 1914), макар много други източници да смятат, че това е Пол Лоренц.